# Hatiora
Hatiora é um pequeno gênero, com 7 espécies, três aceitas e quatro sinonimizadas, de cactos epifíticos que pertence à tribo Rhipsalideae dentro da subfamília Cactoideae das família Cactaceae. É uma planta ornamental, também conhecida como "Flor de Outubro". Estudos taxonômicos recentes levaram as três espécies anteriormente colocadas no subgênero Rhipsalidopsis, sendo removidas do gênero, incluindo as plantas ornamentais bem conhecidas e amplamente cultivadas conhecidas como cacto de Páscoa ou cacto de Whitsun (cultivares ou híbridos da antiga Hatiora gaertneri, agora Schlumbergera).

## Sinonímia
- Epiphyllopsis Backeb. & F.M.Knuth
- Hatiora DC.
- Pseudozygocactus Backeb.
- Rhipsalidopsis Britton & Rose

## Espécies
- Hatiora cylindrica Britton & Rose
- Hatiora herminiae (Porto & A.Cast.) Backeb. ex Barthlott
- Hatiora salicornioides (Haworth) Britton & Rose ex L.H.Bailey

Chave de identificação segundo o Reflora:
1. Aréolas distais densamente ferrugíneo-tomentosas, flores rosa-magenta....................................................Hatiora herminiae
1. Aréolas distais alvo-tomentosas, flores amarelas a alaranjadas............................................................................................. 2
2. Ramos cilíndricos, segmentos internos do perianto patentes...................................................................... Hatiora cylindrica
2. Ramos lageniformes e irregulares, às vezes globosos, segmentos internos do perianto eretos.......... Hariota salicornioides

## Descrição
Todas as espécies de Hatiora são encontradas como epífitas crescendo em árvores ou (raramente) litófitas crescendo em rochas. Eles são encontrados nas florestas tropicais da Mata Atlântica no leste do Brasil. As plantas são fracamente suculentas, crescendo mais ou menos em pé e tornando-se lenhosas na base quando mais velhas. Geralmente faltam espinhos.
As flores polinizadas por insetos nascem terminalmente. São pequenos, com um diâmetro de cerca de 2 cm (0,8 pol.), Actinomórficos (radialmente simétricos), em forma de sino e sempre coloridos (amarelo, amarelo-laranja ou rosa). O fruto é uma baga. Em contraste com as espécies do gênero Schlumbergera, a maioria dos quais têm caules achatados, as espécies de Hatiora têm caules com uma seção transversal circular.

## Taxonomia
Esses cactos pertencentes à tribo Rhipsalideae são bastante distintos em aparência e hábito de outros cactos, pois crescem em árvores ou rochas como epífitas ou litófitas. No entanto, por muito tempo, houve confusão sobre como as espécies Rhipsalis deveriam ser divididas em gêneros. Em 1819, Haworth descreveu a primeira espécie descoberta do gênero moderno Hatiora sob o nome de Rhipsalis salicornioides. Em 1834, A.P. de Candolle reconheceu a distinção dessa espécie e a transferiu para um novo gênero Hariota, em homenagem a Thomas Hariot, um botânico do século XVI. Mais tarde, uma segunda espécie, H. gaertneri, foi inicialmente nomeada como Epiphyllum russellianum var. gaertneri (agora é Schlumbergera russelliana) e então em 1889 como Epiphyllum gaertneri. Uma terceira espécie, H. rosea, foi descrita em 1912 como Rhipsalis rosea.
Em 1923, muitas incertezas e confusão nomenclatural surgiram sobre o nome Hariota. Nathaniel Britton e Joseph Rose criaram um novo nome Hatiora como um anagrama taxonômico de Hariota. Das espécies conhecidas na época, eles colocaram Hariota salicornioides em Hatiora junto com H. cylindrica; eles já haviam colocado H. gaertneri na Schlumbergera em 1913 e o deixado lá; e eles erigiram um novo gênero, Rhipsalidopsis, para H. rosea. Duas outras espécies que foram atribuídas a Hatiora foram colocadas em vários gêneros, incluindo o original Hariota e Rhipsalis. De acordo com Anderson, a confusão entre as Rhipsalideae não foi esclarecida até o trabalho de Wilhelm Barthlott e Nigel Taylor em 1995, que colocou seis espécies em Hatiora, divididas entre dois subgêneros.
Estudos filogenéticos usando DNA levaram a uma modificação da classificação de Barthlott e Taylor e as três espécies de Hatiora que eles colocaram no subgênero Rhipsalidopsis foram transferidas para fora do gênero. Há um acordo de que Hatiora epiphylloides deve ser colocado na Schlumbergera (como Schlumbergera lutea). Há desacordo sobre as outras duas espécies. Algumas fontes também os incluem em uma Schlumbergera amplamente definida, outros os colocam como as únicas duas espécies no gênero Rhipsalidopsis. Hatiora e a Schlumbergera mais amplamente circunscrita se ramificam da ponta e têm segmentos curtos (menos de 7 cm de comprimento). Hatiora tem hastes arredondadas em seção transversal e flores radialmente simétricas (actinomórficas), enquanto Schlumbergera tem hastes achatadas ou angulares e suas flores podem ser radialmente simétricas ou radialmente assimétricas (zigomórficas).

### Classificação subgenérica e espécies
Nos tratamentos taxonômicos do gênero por Barthlott & Taylor (1995)  e Hunt (2006), Hatiora foi dividido em dois subgêneros com seis espécies aceitas, mais um híbrido criado em cultivo. O subgênero Rhipsalidopsis foi subsequentemente removido de Hatiora.
Subgênero Hatiora, agora compreendendo toda Hatiora
- Hatiora cylindrica Britton & Rose
- Hatiora herminiae (Porto & A.Cast.) Backeb. ex Barthlott
- Hatiora salicornioides (Haworth) Britton & Rose ex L.H.Bailey

Subgênero Rhipsalidopsis, tanto transferido para Schlumbergera ou dividido entre Schlumbergera e Rhipsalidopsis
- Hatiora epiphylloides (Porto & Werderm.) Buxb.  = Schlumbergera lutea
- Hatiora gaertneri (Regel) Barthlott = Schlumbergera gaertneri ou Rhipsalidopsis gaertneri
- Hatiora rosea (Lagerh.) Barthlott = Schlumbergera rosea ou Rhipsalidopsis rosea

- Hatiora × graeseri (Werderm.) Barthlott ex D.R.Hunt = Schlumbergera × graeseri ou Rhipsalidopsis × graeseri, um híbrido artificial de Schlumbergera gaertneri e Schlumbergera rosea